# Fruängens skola
Fruängens skola (äldre namn Fruängens folkskola och Fruängsskolan) är en kommunal grundskola belägen i kvarteret Frisyren vid Fruängsgatan 61 i stadsdelen Fruängen i södra Stockholm. Skolhusen byggdes mellan 1956 och 1960 efter ritningar av arkitekt Ture Ryberg och är grönmärkta av Stadsmuseet i Stockholm vilket innebär att bebyggelsen anses vara ”särskilt värdefull från historisk, kulturhistorisk, miljömässig eller konstnärlig synpunkt”.

## Skolans byggnader
I stadsplanen för västra Fruängen från 1953 avsattes ett större område för ”allmänt ändamål” söder om den framtida centrumbebyggelsen. Här planerades stadsdelens nya folkskola. I anslutning mot söder reserverade stadsplanen även ett ”idrottsområde” (nuvarande Fruängens bollplan). Arkitektuppdraget för den nya skolan gick till Ture Ryberg som var en ofta anlitad skolhusarkitekt i Stockholm, både före och efter andra världskriget. Uppdragsgivare var Stockholms folkskoledirektion, för konstruktionsarbetena stod Sven Tyréns konsulterande ingenjörfirma och anläggningen uppfördes av byggfirman Nils Nessen. Ryberg ritade flera byggnader som alla fick sin egen funktion. 
Huvudbyggnaden (dagens hus A) består av en central del i tre våningar med därifrån utspringande och i sidled förskjutna klassrumslängor, också i tre våningar. I öster ansluter två fristående volymer innehållande aula och matsal respektive skolhälsovård och hemkunskap (dagens hus B och E). I söder omfamnas skolgården av en låg envånings klassrumslänga i vinkel (dagens hus C) och i sydväst uppfördes skolans gymnastikhall (dagens hus D). Skolgården utgörs delvis av en naturpark med bevarad blandskog och gestaltades av byggnadsavdelningen på Stockholms skoldirektion.

### Historiska interiörbilder

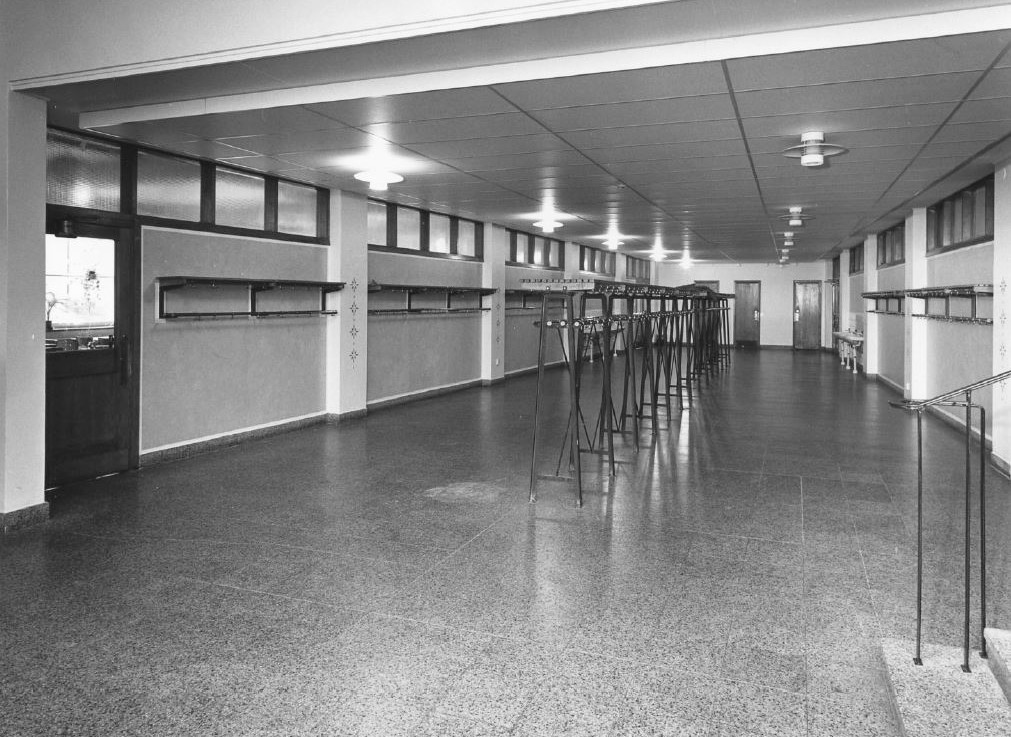
Matsalsentré
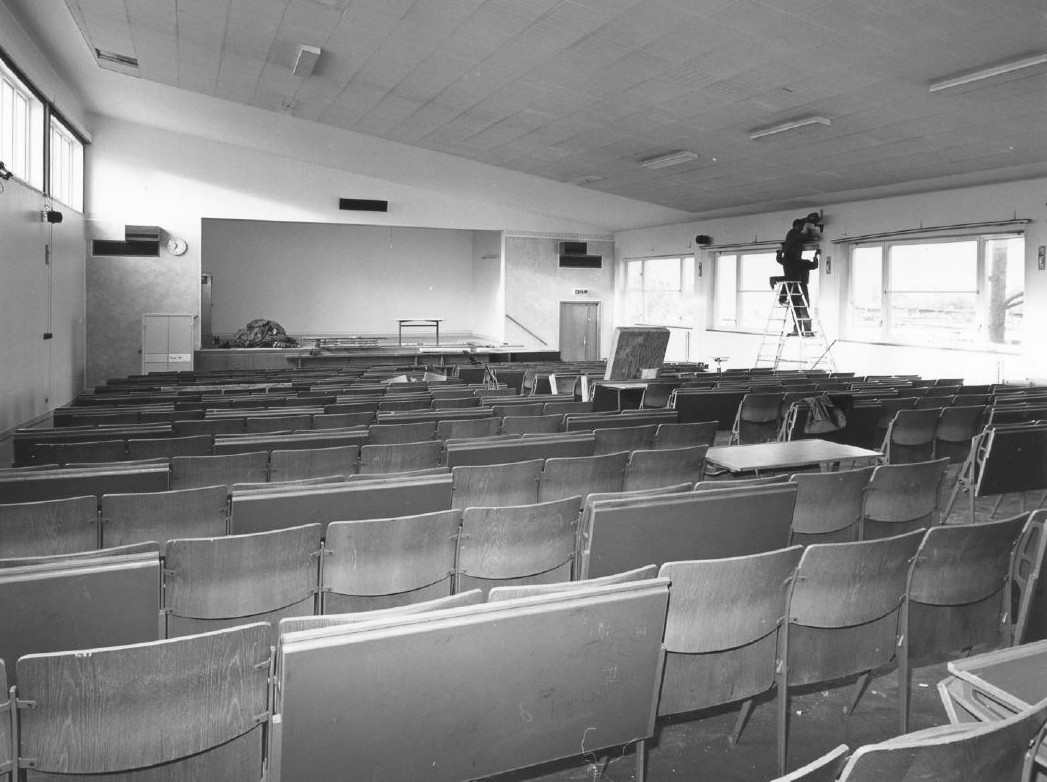
Aula
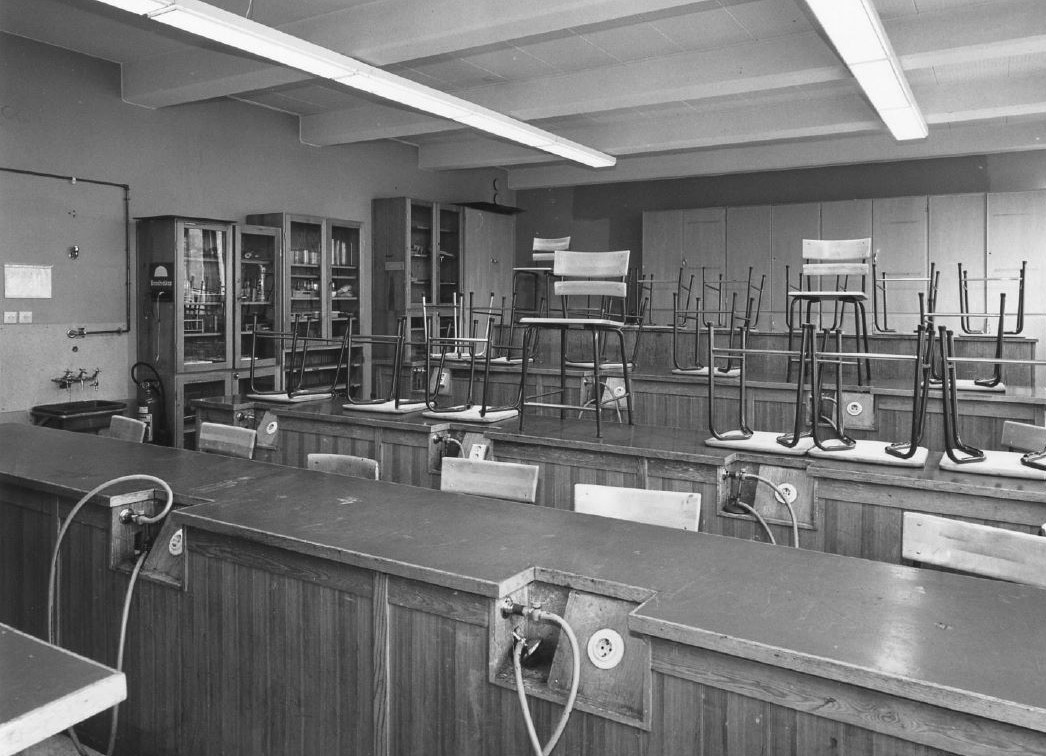
Kemisal
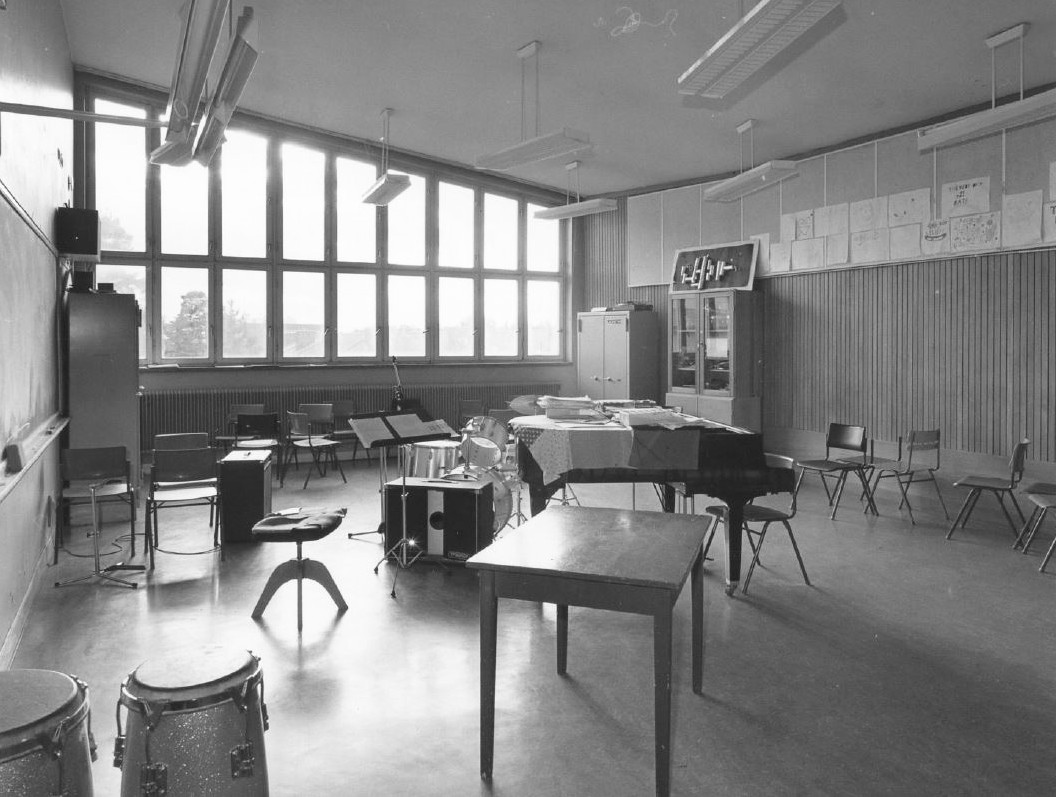
Musiksal
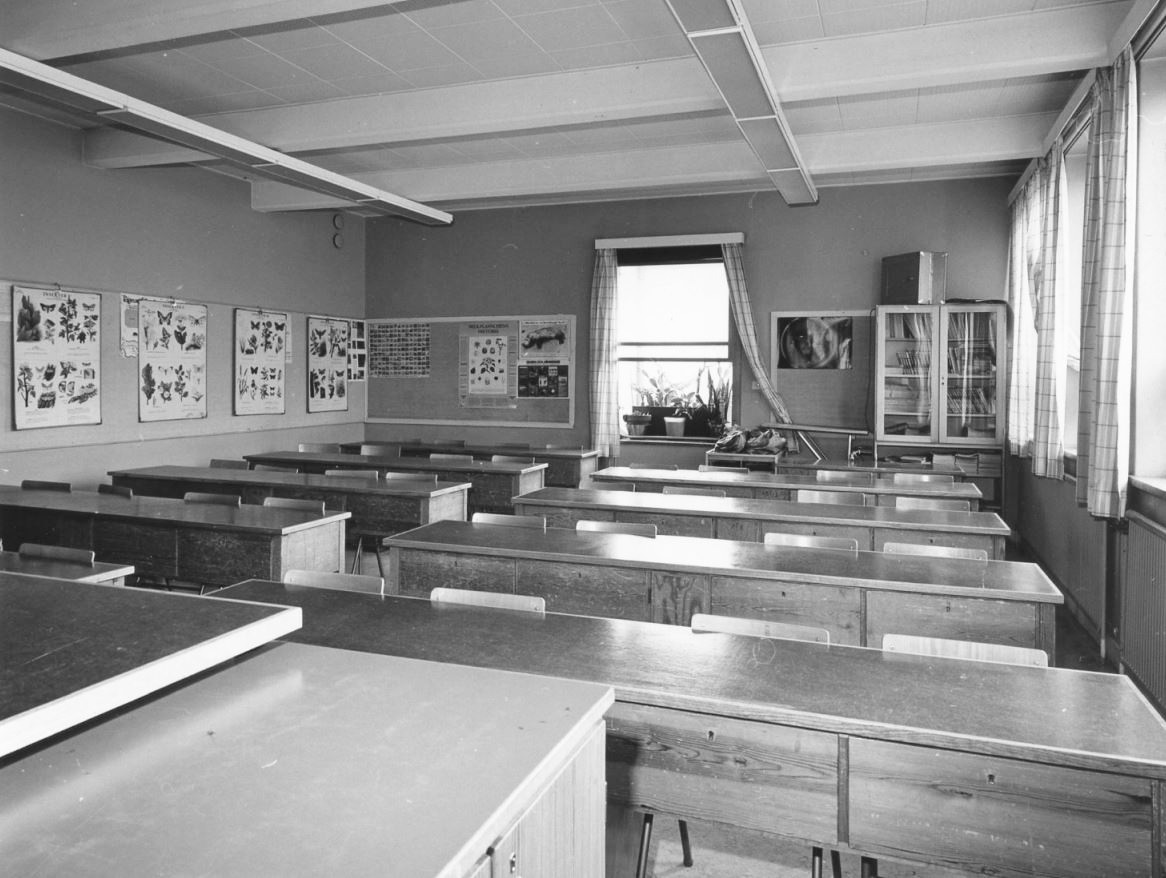
Biologisal

## Verksamhet
När Fruängens folkskola öppnade 1957 visade det sig att skolan blev för liten för alla de nyinflyttade barnen i de tusentals bostäder som uppförts sedan 1954. Under 1960-talet anordnades därför klassrum i olika lokaler, kallade provisorier, runtom i den nya stadsdelen. Provisorier låg i slutet av 1950-talet och början av 1960-talet på Eva Bonniers gata 4, 8, 10, 35 samt Dr Widerströms gata 31, 92. Mellan 1970 och 1980 fanns   Fruängens vuxengymnasium i byggnaden.
Fruängens skola besöktes år 2019 av omkring 660 elever från förskoleklass till årskurs 9. Till skolan hör även en grundsärskola för årskurserna 4-9. Skolan har 130 medarbetare. 

### Nutida bilder

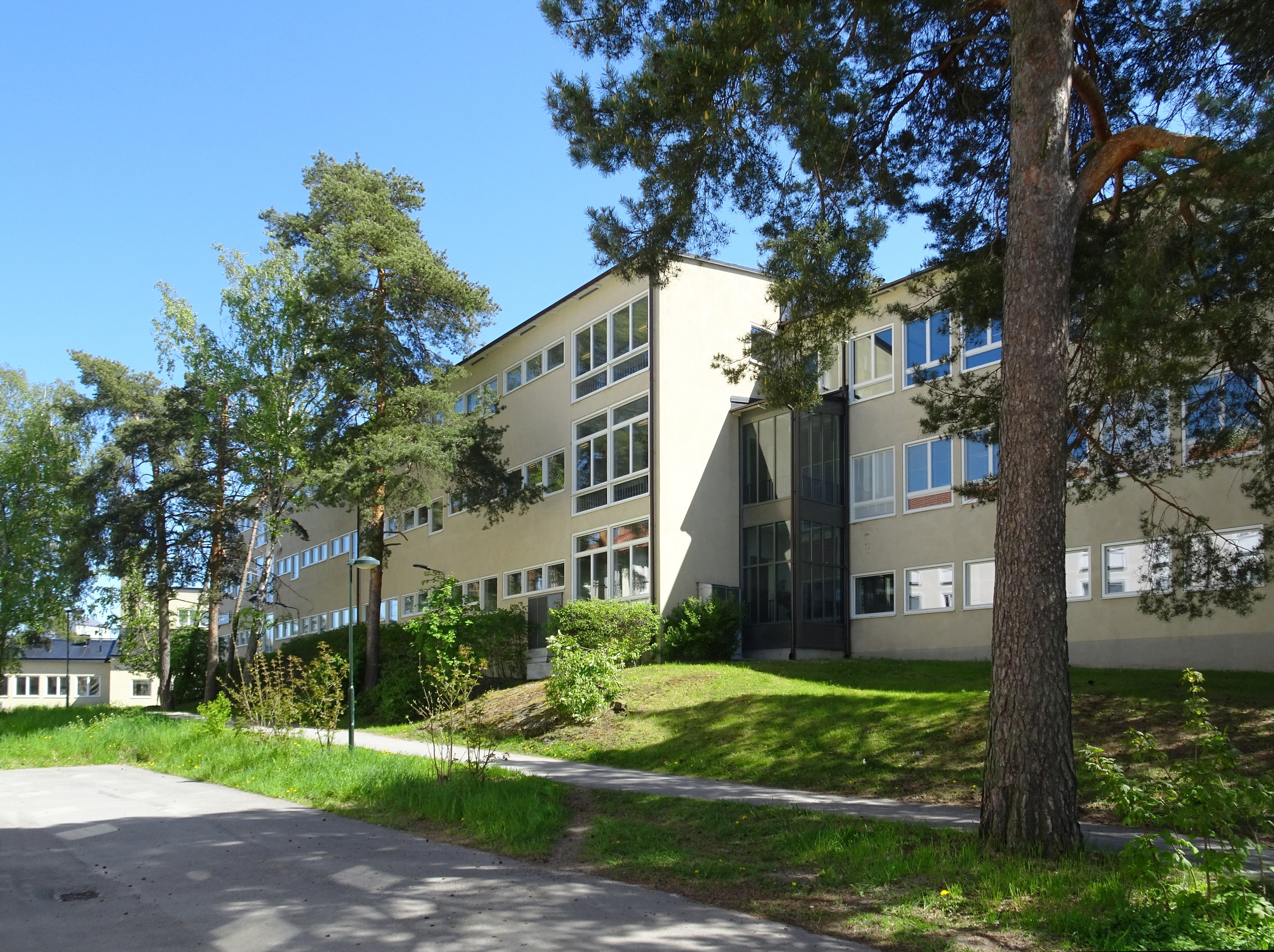
Hus A
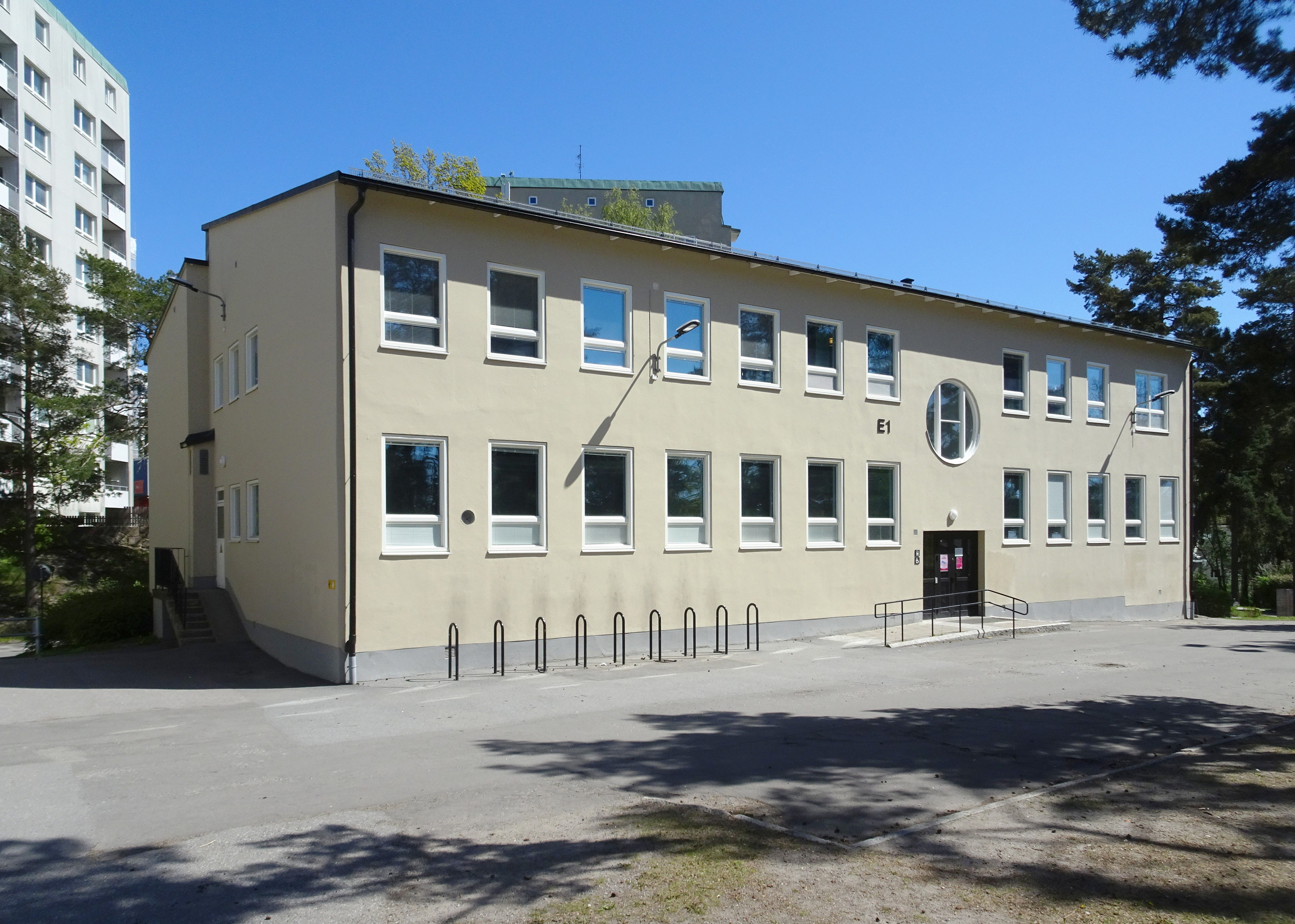
Hus E
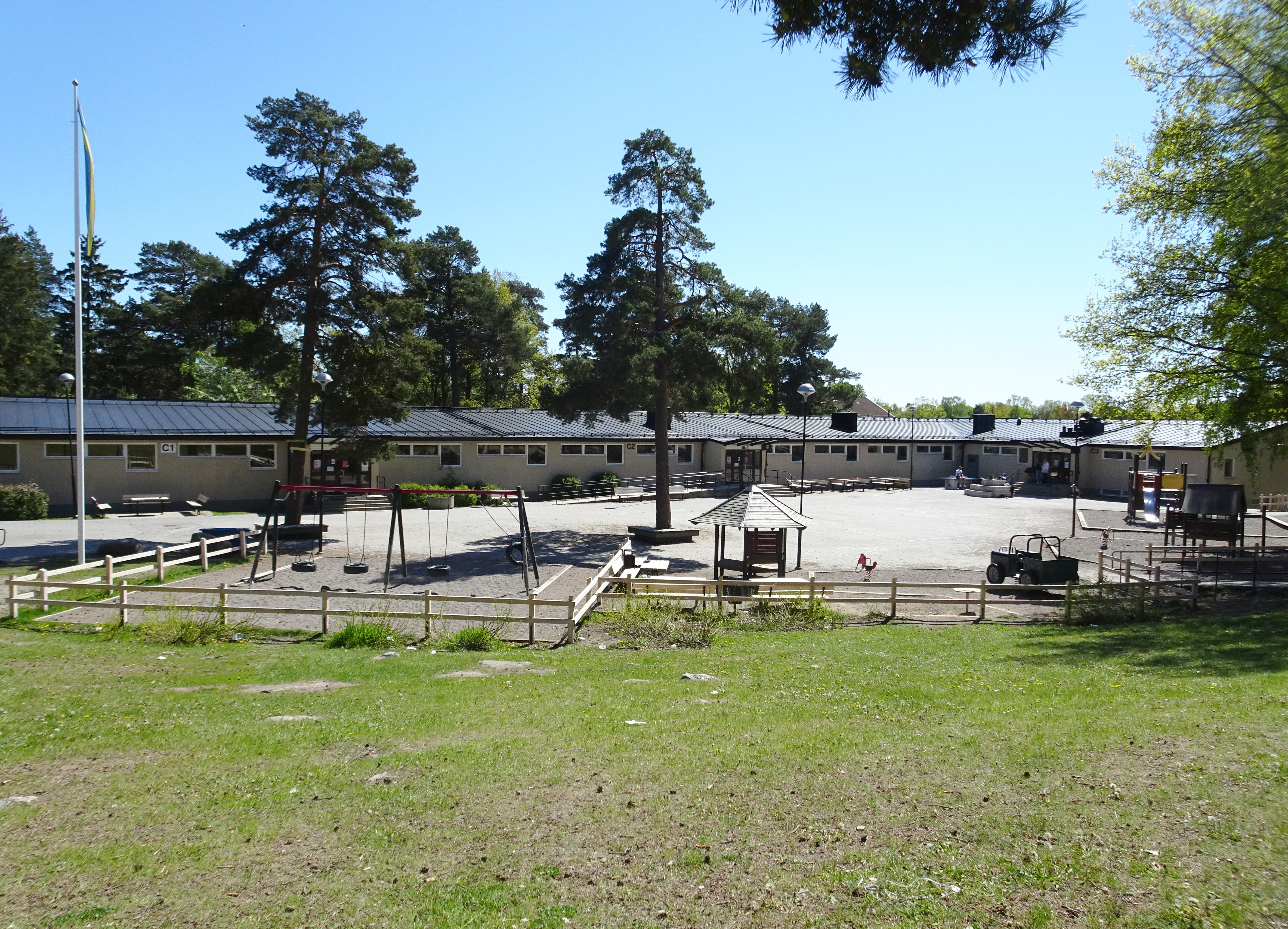
Hus C
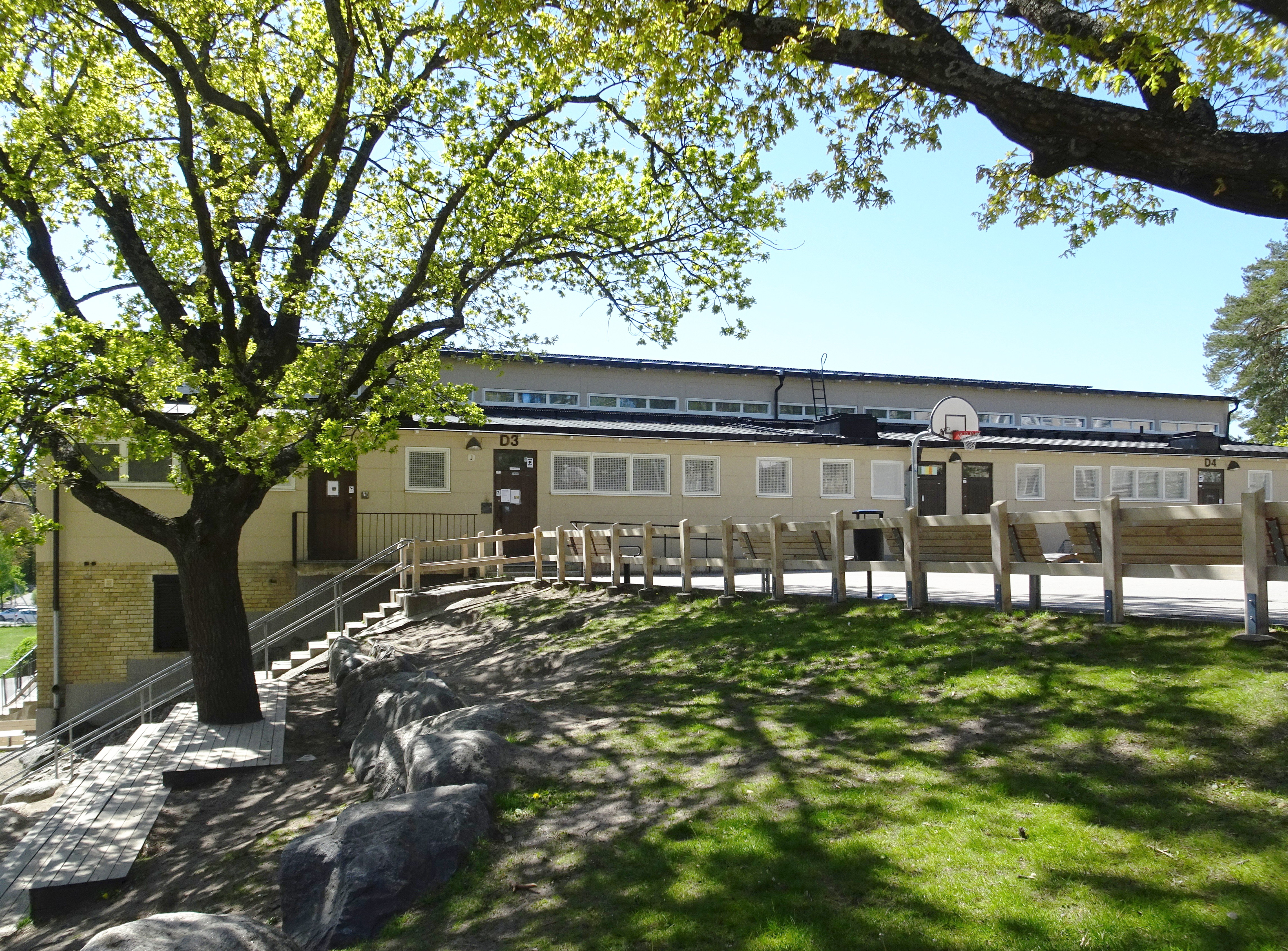
Hus D
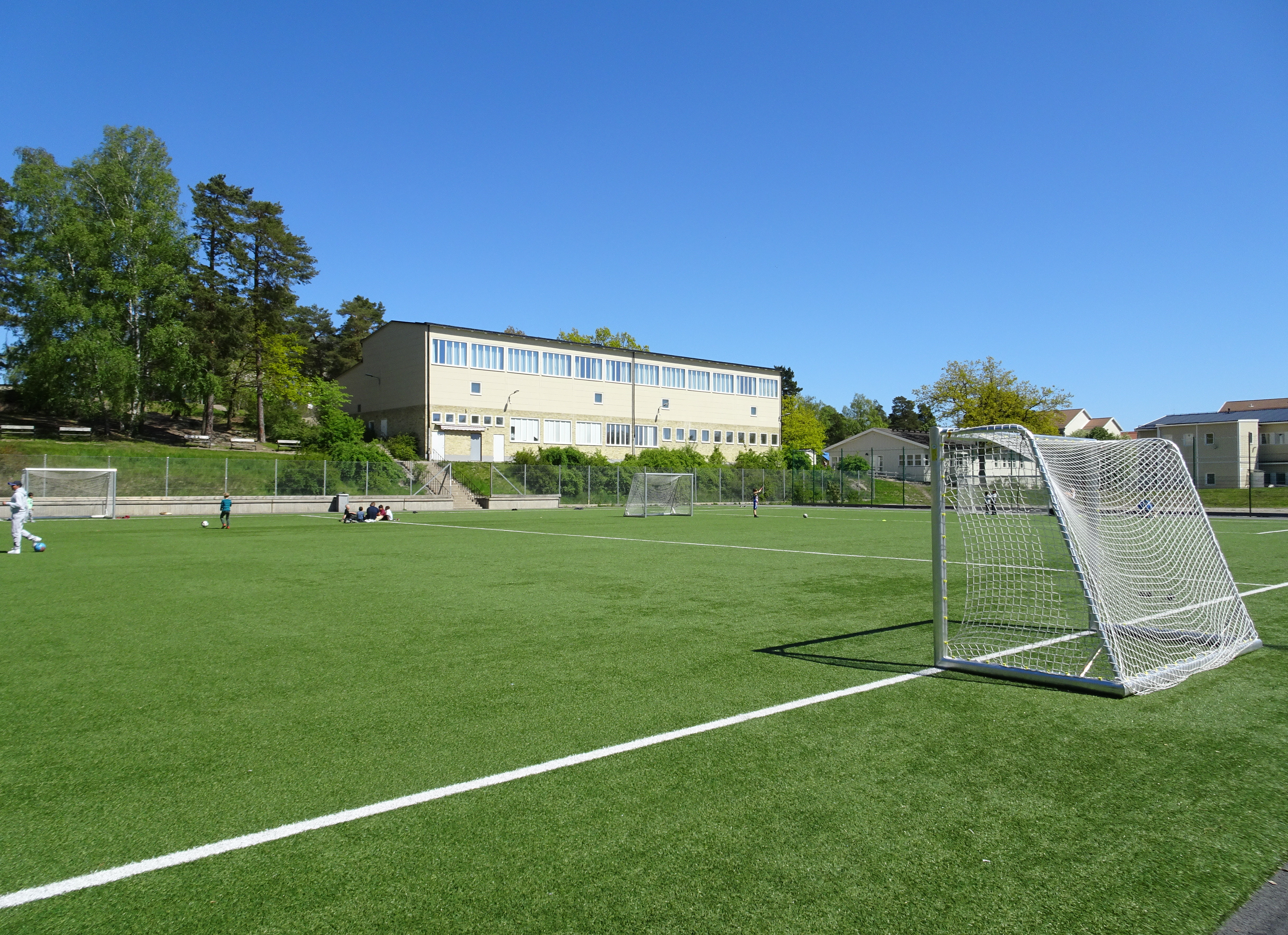
Hus D och Fruängens bollplan.
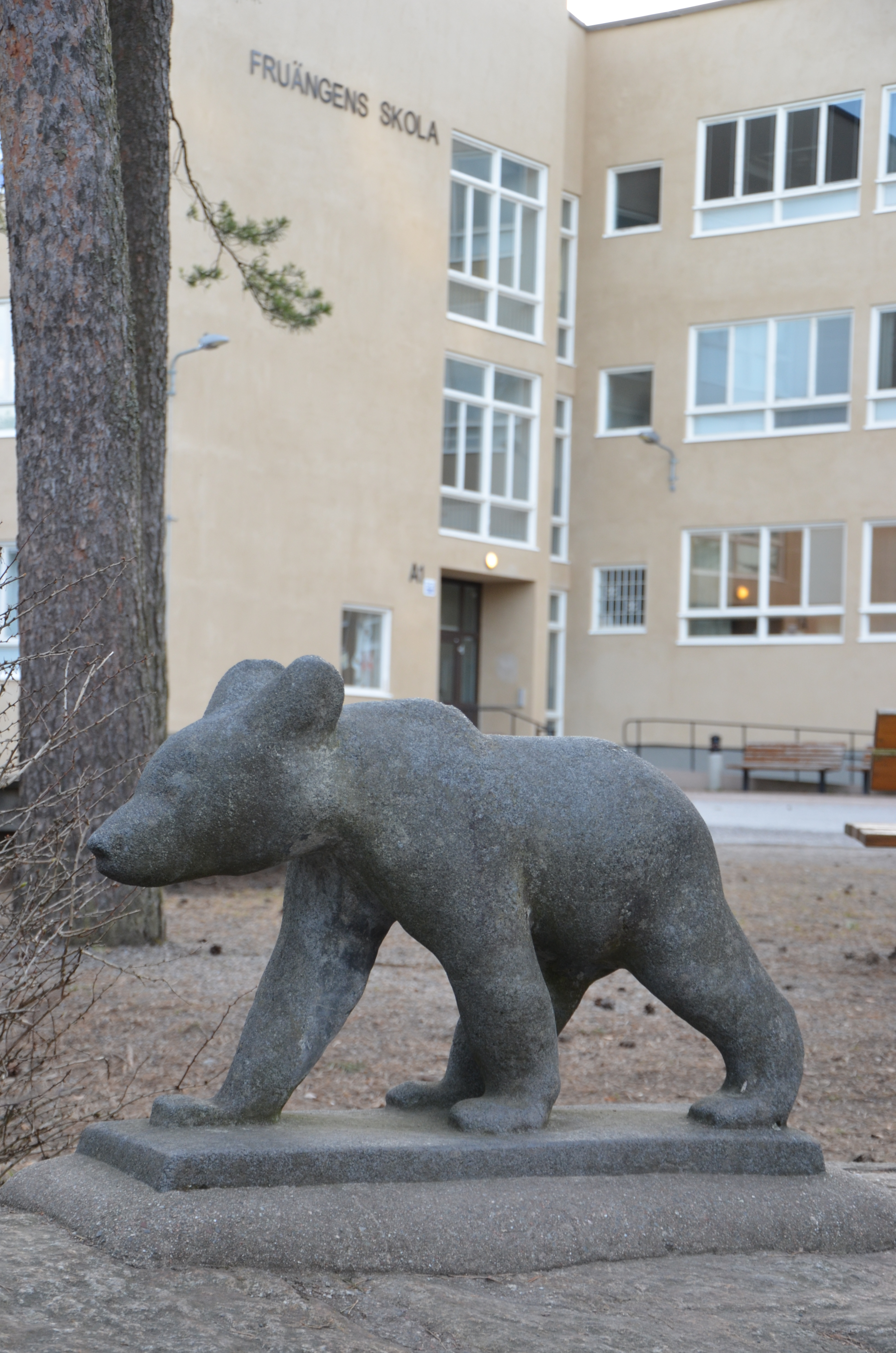
Björnunge, skulptur av skulptören Anders Jönsson.